# Saint-Georges-de-Mons
Saint-Georges-de-Mons – miejscowość i gmina we Francji, w regionie Owernia-Rodan-Alpy, w departamencie Puy-de-Dôme.
Według danych na rok 1990 gminę zamieszkiwało 2451 osób, a gęstość zaludnienia wynosiła 72 osoby/km² (wśród 1310 gmin Owernii Saint-Georges-de-Mons plasuje się na 89. miejscu pod względem liczby ludności, natomiast pod względem powierzchni na miejscu 152.).